# Gary Cherone

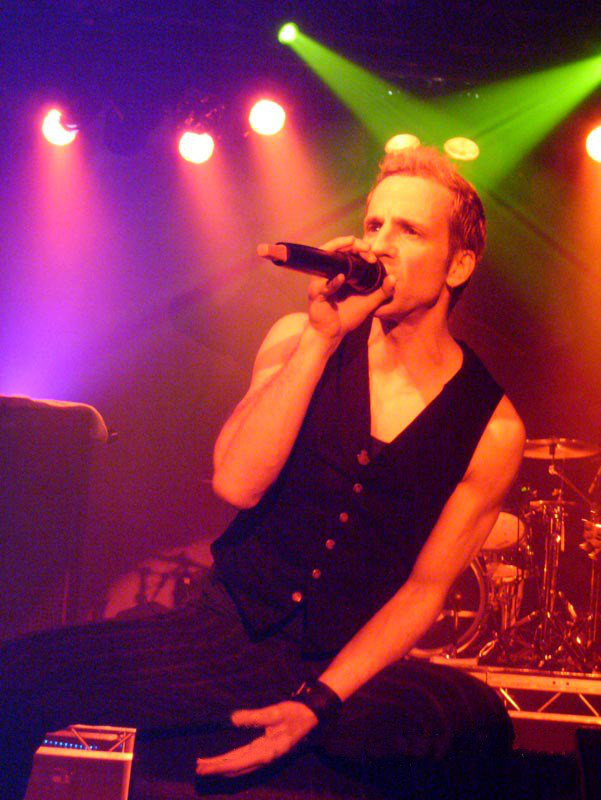
Gary Cherone, 2008

Gary Francis Caine Cherone (* 26. Juli 1961 in Malden) ist ein US-amerikanischer Rocksänger.
Er ist unter anderem Mitbegründer der Band Extreme und war von 1996 bis 1999 als Sänger bei Van Halen verpflichtet.

## Biografie
Gary Cherone wuchs als dritter von insgesamt fünf Brüdern in der Nähe von Boston in den USA auf.
Er ist der Jüngere eines Zwillingspaares. Den Traum von einer Baseballkarriere musste er nach einer Knieverletzung aufgeben.
Als Teenager begann Gary Cherone, in lokalen Bands zu singen und ließ sich von den damaligen Größen wie beispielsweise Roger Daltrey von The Who, Steven Tyler von Aerosmith und Queens Freddie Mercury beeinflussen. Im Jahr 1979 gründeten er und der befreundete Schlagzeuger namens Paul Geary zusammen mit dem Gitarristen Matt McKay eine Band namens Adrenalin. Adrenalin änderte 1981 den Namen in The Dream und spielten mit diesem Bandnamen eine EP mit insgesamt sechs Titeln ein.

## Mit der Band Extreme
1985 lernten Gary Cherone und Paul Geary den Gitarristen Nuno Bettencourt und den Bassisten Pat Badger kennen. Eine neue Band wurde in Boston gegründet und Extreme genannt.
A&M Records nahm die Band unter Vertrag und veröffentlichte 1989 das Debütalbum mit dem Namen Extreme.
1990 nahm die Band ihr zweites Album Extreme II: Pornograffiti auf. Es enthielt unter anderem den Nummer-eins-Hit More Than Words, mit dem Extreme zu weltweiter Bekanntheit gelangte.
1991 gingen sie als Vorgruppe für David Lee Roth auf Tour.
1992 trat die Band beim Freddie Mercury Tribute Concert auf und spielte als einzige Band ein Medley bestehend aus insgesamt elf Queen-Hits. Brian May kündigte sie mit den Worten an, Extreme seien echte Freunde und die „einzige Band auf diesem Planeten, die verstanden hat, was Queen und auch Freddie Mercury in der Vergangenheit ausmachte“. Cherone spielte den Titel Hammer to Fall zusammen mit den drei verbliebenen Mitgliedern der Gruppe Queen, Brian May Roger Taylor und John Deacon.
1993 veröffentlichten Extreme ihr drittes Album III Sides to Every Story.
1995 kam das Nachfolgewerk Waiting for the Punchline heraus.
Im Verlauf der anschließenden Tournee zu Waiting for the Punchline verließ der Gitarrist Nuno Bettencourt die Band, um eine Pause einzulegen und eigene musikalische Projekte zu verwirklichen.
Kurze Zeit später pausierte die Band für unbestimmte Zeit, anstatt eine Neubesetzung von Nuno Bettencourt vorzunehmen.
2008 reaktivierten sich Extreme, um wieder Live zu spielen und das Album Saudades de Rock aufzunehmen und anschließend auf Welttournee zu gehen, 2010 veröffentlichte die Band ein Live-Album und die DVD mit dem Titel Take Us Alive.

## Mit der Band Van Halen
Im Herbst 1996, nachdem der Sänger Sammy Hagar die Band Van Halen verlassen hatte und die geplante Wiedervereinigung mit dem Gründungsmitglied David Lee Roth noch nicht vollzogen war, fanden sich Van Halen ohne Sänger wieder. Gary Cherone wurde eingeladen, vorzusingen. Eddie Van Halen gefiel Cherones Gesang, und kurze Zeit später wurde er engagiert. Er bezog das Van-Halen-Gästehaus und schrieb über das nächste Jahr an Songs. 1998 erschien dann das Album Van Halen III mit Cherone als Frontmann. Das Album war das erste in Van Halens Bandgeschichte, das nicht mindestens Doppel-Platinstatus erhielt. Im November 1999 musste Cherone die Band verlassen.
Als Van Halen 2007 in die Rock and Roll Hall of Fame aufgenommen wurden, zeigte sich, dass Cherones zweijähriges Wirken mit der Band für die Band nicht in dem Maße bedeutend war, um ihn gleichsam mit in die Hall of Fame aufnehmen zu lassen. Bei der Preisverleihung im New Yorker Waldorf-Astoria waren lediglich der Ex-Sänger Sammy Hagar und der Bassist Michael Anthony aus der „alten“ Besetzung anwesend. Edward Van Halen konnte aufgrund seiner am 8. März 2007 begonnenen Entziehungskur nicht teilnehmen, und auch David Lee Roth blieb, ebenso wie Alex Van Halen, der Verleihung fern. Gary Cherone wurde bei der Ehrung als einziges ehemaliges Mitglied der Gruppe nicht berücksichtigt; Michael Anthony erwähnte ihn jedoch in seiner Dankesrede.

## Zeit nach der Band Van Halen
Tribe of Judah
Nach dem Ausstieg bei Van Halen ging Cherone zurück nach Boston und gründete 2001 ein neues Projekt namens Tribe of Judah. Zur Gruppe gehörten neben Cherone die ehemaligen Extreme-Mitglieder Mike Mangini (Schlagzeug, bekannt durch seine spätere Zeit bei Dream Theater) und Pat Badger (Bass), außerdem der Gitarrist Leo Mellace und Keyboarder Steve Ferlazzo. Die Band spielte mehrere Konzerte in der Umgebung von Boston und veröffentlichte 2002 das Album Exit Elvis.
Andere Projekte
2003 veröffentlichte Cherone im Eigenverlag die Single Perfect World, deren Einnahmen der US-amerikanischen Organisation American Life League zugutekamen. 2005 erschien die EP Need I Say More, die vier Titel enthielt. Im Mai 2006 sang er in drei Shows bei Amazing Journey, einem Tribut an The Who, initiiert von Dream-Theater-Schlagzeuger Mike Portnoy. Hier spielten auch Gitarrist Paul Gilbert und Bassist Billy Sheehan (beide von Mr. Big) mit. Kurz darauf gründete Cherone mit seinem Bruder Markus Cherone ein eigenes The-Who-Tribute-Projekt namens Slip Kid.

## Hurtsmile
Zusammen mit seinem Bruder Mark Cherone (Gitarre), Joe Pessia (Bass, Mandoline) und Dana Spellman (Schlagzeug, Percussion) gründete Cherone das Projekt Hurtsmile. Die Gruppe veröffentlichte ihr Debütalbum Hurtsmile am 21. Januar 2011 bei Frontiers Records. Am 1. Juni 2014 erschien das zweite Album der Band, das als Crowdfunding-Projekt über Pledge Music finanziert und Retrogrenade betitelt wurde.
Seine kreative Arbeit als Sänger und Songwriter mit Extreme wird von diesem Sideproject nicht berührt, Cherone bleibt Mitglied der Band Extreme.

## Trivia
Cherone ist ein entschiedener Gegner von Abtreibung bei Schwangerschaft. 1999 und 2001 schrieb er an Eddie Vedder von Pearl Jam öffentliche Briefe, um dessen positiver Unterstützung von Abtreibungen zu begegnen. Eddie Vedder hat dies jedoch nie öffentlich kommentiert oder zu diesen Briefen Stellung bezogen.
An der vom 7. April 2009 bis 18. Januar 2015 aufgeführten Broadway-Produktion des Musicals Rock of Ages wirkte Cherone als Texter und Komponist mit.

## Diskographie

### Extreme
- 1989: Extreme
- 1990: Extreme II Pornograffitti – A Funked Up Fairytale
- 1992: III Sides to Every Story – Yours, Mine and the Truth
- 1995: Waiting for the Punchline
- 2008: Saudades de Rock
- 2010: Take us Alive
- 2016: Pornograffiti Live 25

### Van Halen
- 1998: Van Halen III

### Tribe of Judah
- 2002: Exit Elvis

### Cherone
- 2003: Perfect World (CD-Single)
- 2005: Need I Say More (EP)
- 2008: Smart People (Soundtrack) mit Nuno Bettencourt

### Hurtsmile
- 2011: Hurtsmile
- 2014: Retrogrenade